# Olavi Ojanperä
Olavi Ojanperä (Tyrvää, Sastamala, Pirkanmaa, 27 de outubro de 1921) é um ex-canoísta finlandês especialista em provas de velocidade.

## Carreira
Foi vencedor da medalha de bronze em C-1 1000 m em Helsínquia 1952.